# Camillo ha un segreto
Camillo ha un segreto è un racconto illustrato e scritto da Ole Könnecke. 

## Trama
Camillo è un bambino che sta andando ai giardinetti per giocare con gli amici ma, distratto, prende la strada sbagliata e incontra dei mostri. Impaurito si nasconde nel bosco perché lì si sente al sicuro ma ci trova i pirati. Camillo sfida i pirati che fuggono impauriti. I pirati, scappando, dimenticano il loro tesoro ma siccome a Camillo i dobloni d'oro non servono, li dona agli animali. Tra questi animali ci sono degli uccellini che lo ringraziano insegnandogli a volare. Camillo inizia a volare fin quando non incontra una principessa a cui dona un mazzolino di fiori che per ringraziarlo inizia a danzare con lui. Mentre Camillo balla, si distrae un attimo e la principessa sparisce ma nel momento in cui si accorge che la principessa non c'è più corre a cercarla. Durante la sua ricerca, sul suo cammino incontra un fossato ma siccome è infestato da coccodrilli cerca di superarlo con un lungo salto. Camillo supera il fossato senza problemi ma una volta che è arrivato sull'altro lato incontra una strega che vuole fargli un incantesimo ma Camillo riesce a scappare. Subito dopo essere sfuggito alla strega, incontra un robot che vuole catturarlo ma Camillo si divincola e riesce a sfuggire anche a questo pericolo. Durante la corsa riconosce la strada per i giardinetti dove finalmente incontra gli amici Luca, Nina e Carla i quali lo accolgono chiedendogli dove era finito ma Camillo non rivela il segreto del suo viaggio avventuroso.

## Particolarità del libro
La caratteristica che distingue questo libro è l'interattività che ha col piccolo lettore. Il bambino può intervenire nella storia disegnando quelle parti del libro che sono state lasciate bianche dall'autore. Se nelle parti iniziale e finale il libro appare come una classica storia illustrata, nella parte centrale l'autore sceglie di disegnare solo il personaggio principale descrivendo le avventure di Camillo usando del testo che racconta ciò che il bambino sta vivendo in quel punto della storia. Il resto della pagina viene lasciata bianca per poter lasciare libero il lettore di completare la storia con dei disegni che vengono suggerite dal testo e dal disegno che occupano una piccola parte della pagina rendendo il lettore di fatto coautore della storia.